# Мачульский, Анатолий Давидович
Анатолий Давидович Мачульский (24 сентября 1956, Бежецк — 17 февраля 2017, Лондон, Великобритания) — российский шахматист, гроссмейстер (1991). Основатель крупнейшей в России букмекерской компании «Фонбет» (1994).

## Карьера
Чемпион СССР среди юношей (1973). Победитель первенства ВЦСПС (1977). Лучшие результаты в международных соревнованиях: Схилде (1974) — 1-е; Старый Смоковец (1986) и Прага (1987, август) — 2-е; Нови-Сад (1987) и Шибеник (1988) — 1-6-е; Киев и Свердловск (1989) — 1-е; Алма-Ата (1989) — 3-е места.
Звание гроссмейстера присвоено после второго места на турнире в Малаге в 1991 году.
В 1992 году стал заниматься бизнесом и основал в 1994 году букмекерскую компанию «Фонбет», так как «ещё в советское время считался большим специалистом по азартным играм среди шахматистов».
После этого участвовал в нескольких товарищеских матчах по шахматам и стал спонсором и организатором турниров памяти гроссмейстеров Игоря Платонова и Юрия Разуваева, прошедших в США.

## Изменения рейтинга
| Графики недоступны из-за технических проблем. См. информацию на Фабрикаторе и на mediawiki.org. |